# Тринаеста влада Николе Пашића
Тринаеста влада Николе Пашића је била влада Краљевине Срба, Хрвата и Словенаца која је владала од 1. јануара 1921. до 26. марта 1921. године.

## Чланови владе
| Функција                                                                   | Слика              | Име и презиме       | Детаљи                         |
| -------------------------------------------------------------------------- | ------------------ | ------------------- | ------------------------------ |
| Председник Министарског савета и министар иностраних дела                  |                    | Никола П. Пашић     |                                |
| Министар војске и морнарице                                                |                    | Бранко Јовановић    |                                |
| Министар унутрашњих дела и заступник министра грађевина                    |                    | Милорад Драшковић   |                                |
| Министар правде                                                            |                    | Марко Н. Трифковић  | до 5.2.1921.                   |
| Министар правде                                                            | Марко С. Ђуричић   |                     |                                |
| Министар просвете                                                          |                    | Светозар Прибићевић |                                |
| Министар финансија                                                         |                    | Коста Стојановић    | до 3.1.1921.                   |
| Министар финансија                                                         |                    | Милорад Драшковић   | заступник, од 5. до 27.1.1921. |
| Министар финансија                                                         | Коста Кумануди     |                     |                                |
| Министар трговине и индустрије                                             |                    | Миливоје Јовановић  | до 2.1.1921.                   |
| Министар трговине и индустрије                                             | Вјекослав Куковец  |                     |                                |
| Министар пољопривреде и вода и заступник министра вера                     |                    | Велизар С. Јанковић |                                |
| Министар пошта и телеграфа и заступник министра народног здравља           |                    | Славко С. Милетић   |                                |
| Министар шума и руда                                                       |                    | Хинко Кризман       |                                |
| Министар социјалне политике и заступник министра за исхрану и обнову земље |                    | Вјекослав Куковец   | до 2.1.1921.                   |
| Министар социјалне политике и заступник министра за исхрану и обнову земље | Миливоје Јовановић |                     |                                |
| Министар припреме за Уставотворну скупштину и изједначавање закона         |                    | Марко Н. Трифковић  |                                |
| Министар аграрне реформе                                                   |                    | Никола Т. Узуновић  |                                |
| Министар саобраћаја                                                        |                    | Јован П. Јовановић  | заступник                      |